# Eusebio Leal

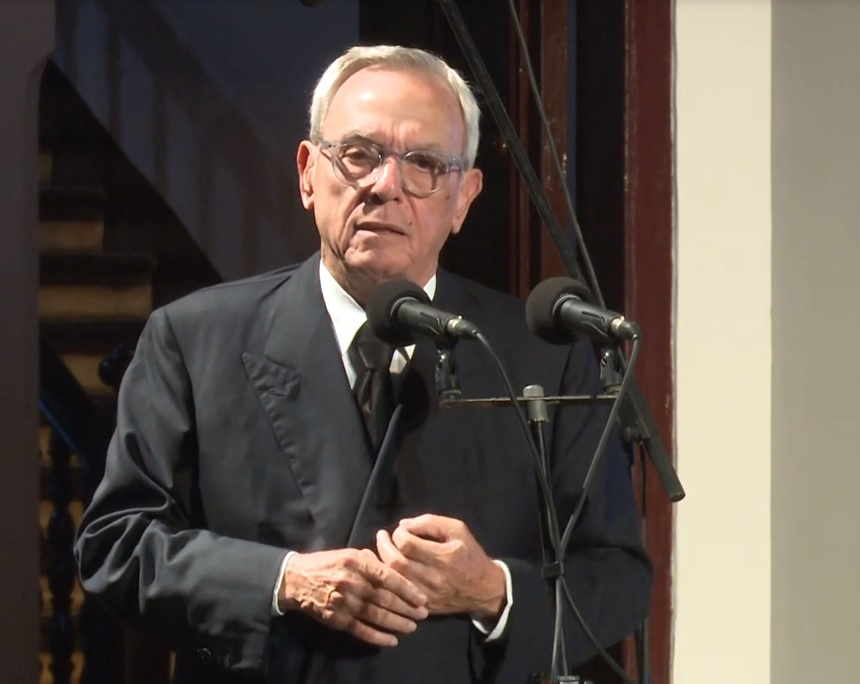
Eusebio Leal (2019)

Eusebio Leal Spengler (* 11. September 1942 in Havanna; † 31. Juli 2020 ebenda) war Stadthistoriker der kubanischen Hauptstadt Havanna. Er war Historiker und als Direktor für die Restaurierung der Altstadt von Havanna und das historische Zentrum, UNESCO-Weltkulturerbe, zuständig. Er war Mitglied des Zentralkomitees der Kommunistischen Partei Kubas und Abgeordneter der Nationalversammlung Asamblea Nacional del Poder Popular.
Unter Leals Führung wurde 1994 die dem Büro des Stadthistorikers angegliederte Firma Habaguanex S. A. gegründet, in der die mit der Altstadt-Restaurierung zusammenhängenden kommerziellen Aktivitäten im Bereich des Tourismus gebündelt sind. Zu Habaguanex gehört eine wachsende Zahl von Hotels, Restaurants und Ladengeschäften, die in restaurierten Gebäuden der Altstadt entstanden sind und deren Gewinne zur Restaurierung weiterer Gebäude beitragen. Einschließlich seiner diversen Tochterunternehmen beschäftigt das Büro des Stadthistorikers rund 10.000 Menschen (Angabe von 2012).
Im Dezember 2014 beschloss der kubanische Staatsrat per Dekret, das Büro des Stadthistorikers dem Ministerrat zu unterstellen und die Position eines beigeordneten Generaldirektors zu schaffen, der dem Stadthistoriker zuarbeitet.
Einer größeren Öffentlichkeit wurde er durch die von ihm geleiteten und unter dem Titel „Andar La Habana“ (ungefähr: Spaziergänge durch Havanna) im regionalen Hörfunk und Fernsehen von Havanna ausgestrahlten Sendungen bekannt, in denen er historisch bedeutsame Orte der Stadt vorstellte.
Leal war „Good-Will-Botschafter“ der Vereinten Nationen sowie der Universität von Havanna. Er war Präsident der Kommission für Denkmäler in der Stadt Havanna und Spezialist für Archäologische Wissenschaften. Leal ist Träger mehrerer internationaler Verdienstorden, darunter ab 2016 der japanische mehrfarbige Orden der Aufgehenden Sonne am Band, ab 2017 des Großen Verdienstkreuzes der Bundesrepublik Deutschland und des vom spanischen Staat verliehenen Orden de Isabel la Católica, sowie ab 2018 des russischen Ordens der Freundschaft. 2019 wurde er in die American Academy of Arts and Sciences gewählt.
Eusebio Leal starb am 31. Juli 2020 an den Folgen eines Krebsleidens. Sein Grab befindet sich im Jardín Madre Teresa de Calcuta auf dem Gelände der Basilica Menor del Convento de San Francisco de Asís in der Altstadt Havannas.
Am 15. November 2021 wurden in Havanna in Erinnerung an Leal eine Statue und eine Gedenkplatte enthüllt.

## Veröffentlichungen (Auswahl)
- Hijo de mi tiempo (2017)
- Regresar en el tiempo (2011)